# Goemai (peuple)
Pour les articles homonymes, voir Goemai.
Les Goemai sont une population d'Afrique de l'Ouest vivant au Nigeria dans l'État du Plateau où ils sont étroitement liés aux Jukun, leurs voisins au sud, et aux Angas, ceux du nord. 

## Ethnonymie
Selon les sources et le contexte, on rencontre plusieurs formes : Ankwai, Ankwe, Ankwei, Kemai, également Gomei, Groemai.

## Langues
Leur langue est le goemai, une langue afro-asiatique tchadique dont le nombre de locuteurs était estimé à 200 000 en 1995. Le haoussa est également utilisé.

## Culture

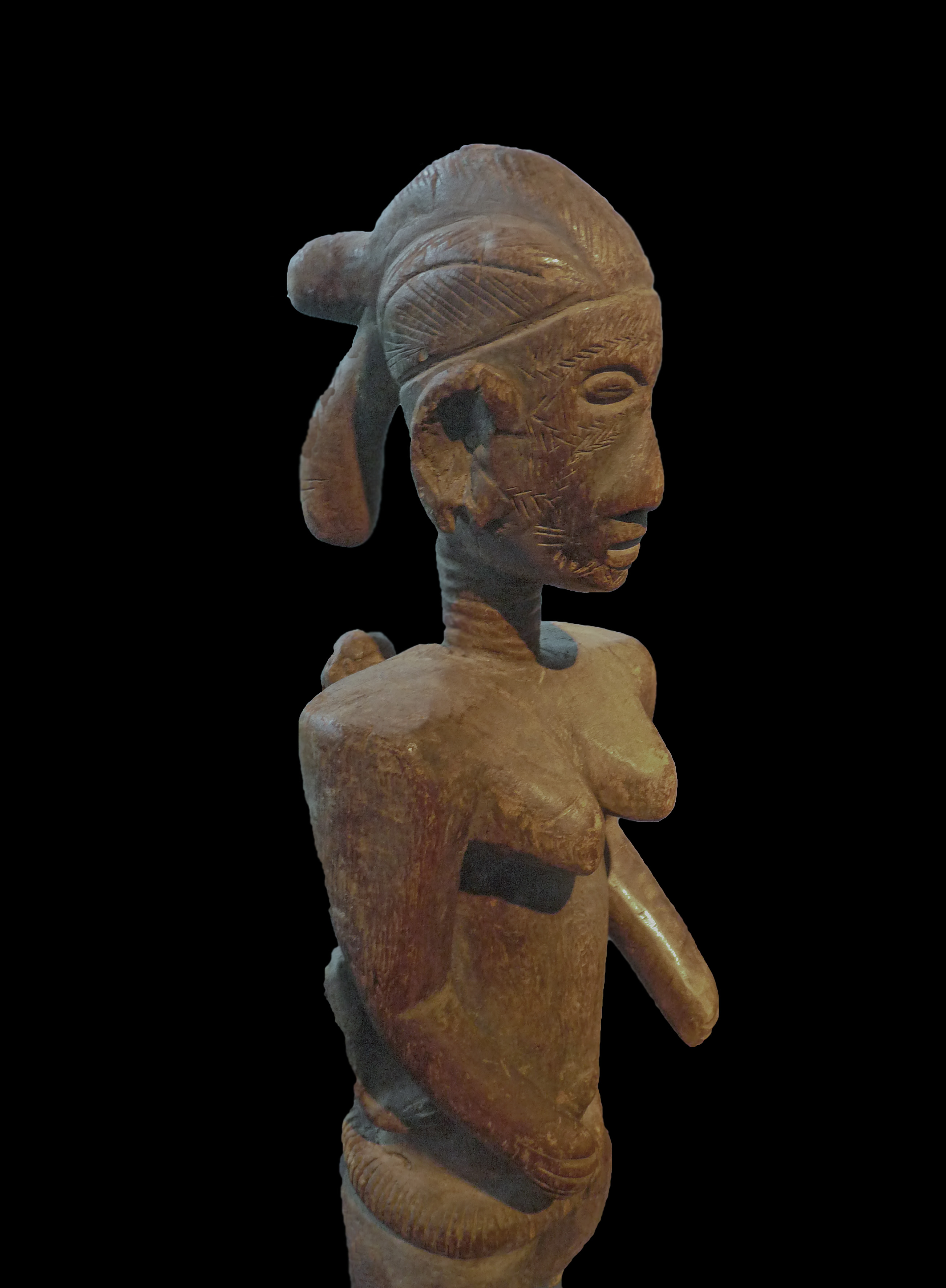
Sculpture féminine